# Джозеф Макелрой
Джозеф Макелрой (21 серпня 1930, Бруклін, Нью-Йорк) — американський письменник-постмодерніст, відомий складністю своїх творів, автор дев'яти романів, серед яких один з найбільших за обсягом англомовних романів («Жінки та чоловіки», 1192 сторінок). Нині українською мовою перекладено його останній роман «Бомба». У 2017 році Джозеф Макелрой відвідав Україну, презентувавши свій роман на Книжковому Арсеналі.

## Перелік творів

### Романи
- Біблія контрабандиста / A Smuggler's Bible (1966)
- Викрадення Гінда: Пастораль про знайомі виспіви / Hind's Kidnap: A Pastoral on Familiar Airs, Harper and Row (1969)
- Давня історія: парафаз / Ancient History: A Paraphase (1971)
- Спостережний картридж / Lookout Cartridge (1974)
- Плюс / Plus (1977)
- Жінки та чоловіки / Women and Men (1987)
- Залишений мені лист / The Letter Left to Me (1988)
- Акторка в будинку / Actress in the House (2003)
- Бомба / Cannonball (2013)

## Інтерв'ю для українських медіа
- Джозеф Макелрой: «Здатність критично мислити — це те, що робить нас людьми і громадянами» [Архівовано 18 червня 2018 у Wayback Machine.]
- Американський письменник Джозеф Макелрой — про «Бомбу», воду й подорожі в часі [Архівовано 15 лютого 2022 у Wayback Machine.]
- Джозеф Макелрой: «Я скоріше модерніст, аніж постмодерніст» [Архівовано 1 квітня 2018 у Wayback Machine.]
- Джозеф Макелрой: «Письменником також може стати будь-хто, якщо його розум не мертвий» [Архівовано 26 липня 2018 у Wayback Machine.]